# Волбах (Доња Франконија)
Волбах (њем. Wollbach) град је у њемачкој савезној држави Баварска. Једно је од 37 општинских средишта округа Рен-Грабфелд. Према процјени из 2010. у граду је живјело 1.312 становника. Посједује регионалну шифру (AGS) 9673183.

## Географски и демографски подаци
Волбах се налази у савезној држави Баварска у округу Рен-Грабфелд. Град се налази на надморској висини од 266 метара. Површина општине износи 7,6 km². У самом граду је, према процјени из 2010. године, живјело 1.312 становника. Просјечна густина становништва износи 173 становника/km².

## Међународна сарадња
| Мјесто      | Држава   | Врста сарадње | Од    |
| ----------- | -------- | ------------- | ----- |
| Франкенфелс | Аустрија | партнерство   | 1974. |
| Извор       |          |               |       |